# Mário Zagallo
Mário Jorge Lobo Zagallo (pronuncia portoghese [ˈmaɾju zaˈɡalu]; Maceió, 9 agosto 1931 – Rio de Janeiro, 5 gennaio 2024) è stato un calciatore e allenatore di calcio brasiliano, di ruolo centrocampista o attaccante, campione del mondo con la nazionale brasiliana nel 1958 e nel 1962 da giocatore e nel 1970 da allenatore.
In quasi quaranta anni di carriera da allenatore è stato cinque volte CT del Brasile (una ad interim), una della Nazionale Olimpica del Brasile e due volte direttore tecnico della Seleção, vincendo i Mondiali messicani del 1970 e la Copa América e la Confederations Cup del 1997; in carriera vanta anche due secondi posti nella Copa América (uno da calciatore), uno nei Mondiali (Francia 1998), un secondo e un terzo posto nella Gold Cup e un bronzo olimpico.

## Biografia
Di origine libanese e italiana (il vero cognome era Zakour), in quanto la sua famiglia era di Zahle, il 13 gennaio 1955 a Rio sposò Alcina De Castro, da cui ha avuto quattro figli. Fervente cristiano praticante, è morto il 5 gennaio 2024 all'età di 92 anni.

## Caratteristiche tecniche
Fisicamente limitato dalla non elevata statura, Zagallo iniziò la sua carriera come mezzala sinistra per poi spostarsi (anche a causa dell'eccessiva concorrenza nel ruolo) nel ruolo di ala pura, caratterizzandosi per la sua utilità nei recuperi difensivi e a centrocampo oltre che per le sue efficaci sortite sul fronte offensivo.

## Carriera

### Giocatore

#### Club
Soprannominato formiguinha ('"formichina") a causa del fisico esile, Zagallo abbandonò il seminario dove era iscritto per il suo primo ingaggio nel piccolo club del Maguari di Rio de Janeiro. Passato al Flamengo raggiunse la popolarità nazionale. Nel 1958 si trasferì al Botafogo, dove conquistò altri due Campionati carioca nel 1961 e 1962 prima del ritiro a 34 anni.

#### Nazionale
Con la nazionale brasiliana giocò e vinse i Mondiali di calcio 1958 e 1962. Si ritirò nel 1966, dopo aver appreso dell'esclusione dalla lista per i convocati al Mondiale.

### Allenatore

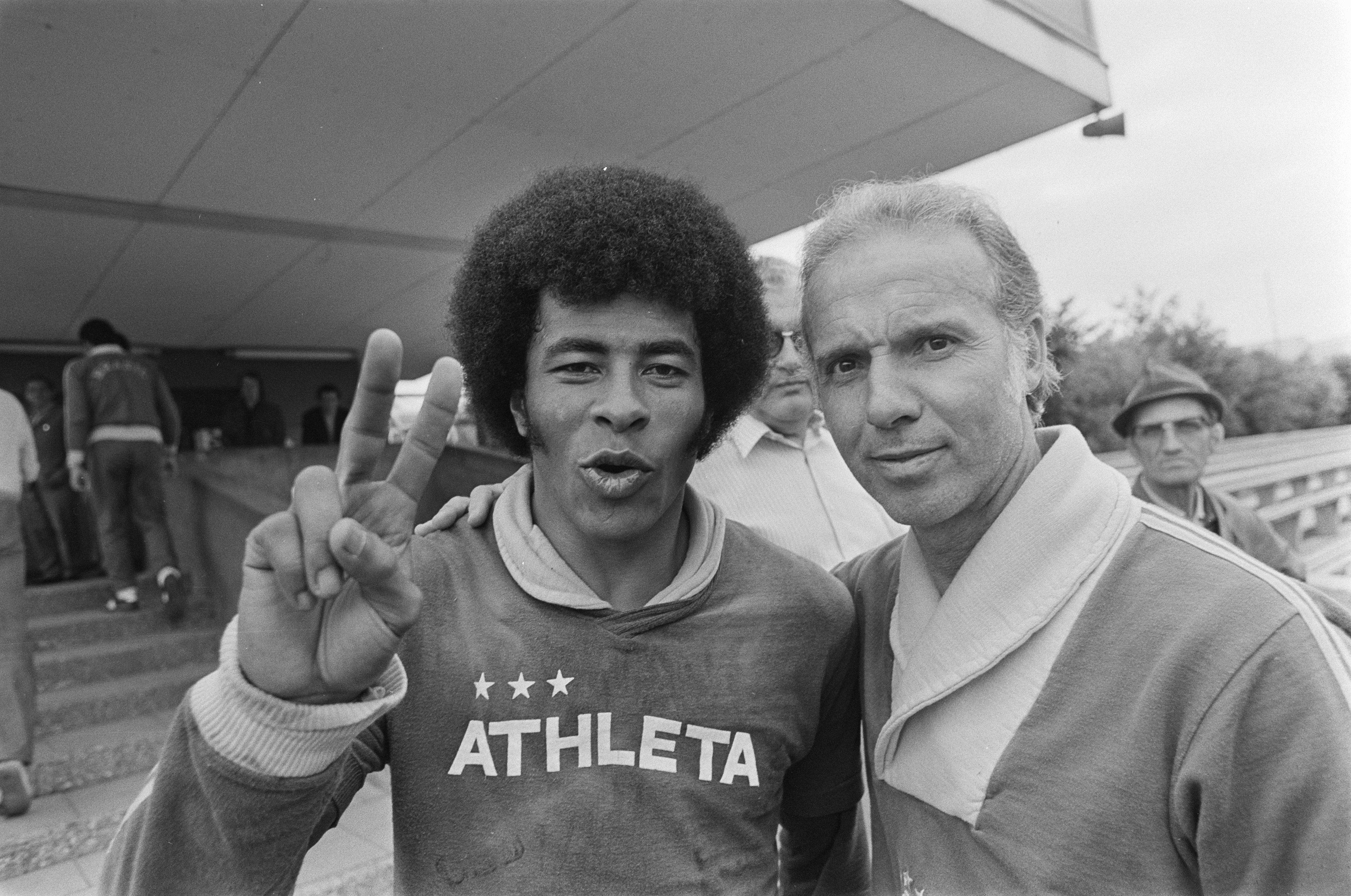
Mario Zagallo (a destra) selezionatore della nazionale brasiliana, con il suo calciatore Jairzinho, durante il.

Il 2 maggio 1967 assume la direzione del Botafogo, vincendo subito la Taça Guanabara, il Campionato Carioca e il Torneio Início do Rio de Janeiro. Il 28 giugno 1968 viene nominato selezionatore del Brasile. L'anno seguente con i "Fogão" vince la Taça Guanabara, il Campionato Carioca e l'ultima edizione della Taça Brasil. Il terzo anno alla guida dei bianco-neri arriva al secondo posto alla Taça Guanabara e al Campionato Carioca.
Il 19 marzo 1970 diventa di nuovo il selezionatore del Brasile. Vinse il campionato del mondo 1970. Dopo un litigio tra il tecnico e il club, riguardo ai salari e ai premi non pagati da tre mesi, il 3 dicembre viene esonerato dal Botafogo. Il 30 dicembre diventa tecnico del Fluminense, con i "tricolor carioca" vince il Campionato Carioca e la Taça Guanabara. Il 21 dicembre 1971 firma con il Flamengo. Il 20 maggio 1972 lascia i rosso-neri, dopo aver vinto la Taça Guanabara, il Campionato Carioca e il Torneio do Povo. Il 12 luglio ritorna alla guida del Rubro-Negro. Vince la Taça Guanabara, il 20 maggio 1973 lascia il club. Il 7 luglio ritorna al Flamengo. Il 15 dicembre lascia definitivamente il club, arrivando al secondo posto al Campionato Carioca. Con la Seleção partecipò anche al campionato del mondo 1974, mancando l'accesso alla finale in favore dei Paesi Bassi. Nel luglio 1974 dopo la delusione del quarto posto si dimette.
Il 18 dicembre 1975 accetta l'incarico di allenare il Kuwait, a partire da gennaio. Il 9 gennaio 1976 inizia la sua avventura kuwaitiana. Il 10 gennaio 1978 lascia la nazionale. Il 5 settembre ritorna alla guida del Botafogo. Il 18 ottobre lascia la guida per passare al club arabo dell'Al-Hilal. Il 20 novembre 1979 terminato il suo contratto lascia il club. Il 10 dicembre ritorna alla guida del Fluminense. Il 6 agosto 1980 si dimette dal tricolor carioca per passare alla guida del Vasco da Gama. Il 30 giugno 1981 si dimette. Il 29 agosto ritorna nel Medio Oriente per allenare la squadra saudita dell'Al-Nassr. Nel 1981 diventa selezionatore dell'Arabia Saudita. Il 29 maggio ritorna alla guida del Flamengo. Il 2 agosto 1985 si dimette dall'incarico.
Il 16 luglio 1986 ritorna per la quarta volta al Botafogo. Il 13 novembre dopo cinque sconfitte consecutive si dimette dall'incarico. Il 15 gennaio 1988 diventa allenatore del Bangu. Dal 1989 è selezionatore degli Emirati Arabi Uniti. Il 13 gennaio 1990 viene esonerato dalla federazione araba.
Il 26 settembre 1991 la federazione brasiliana con la nuova nomina di Carlos Alberto Parreira come nuovo ct, lo nomina direttore tecnico. Il 19 luglio 1994, dopo la vittoria del Brasile al Mondiale statunitense e le dimissioni di Parreira, è nominato CT della Seleçao. Dal 20 luglio al 3 agosto 1996 guida la nazionale olimpica brasiliana alle olimpiadi, arrivando al terzo posto. Con i verde-oro vince una Copa América e la Confederations Cup. È CT del Brasile al Mondiale di calcio del 1998, di cui perde la finale per 3-0 contro la Francia il 12 luglio 1998. Il 28 luglio, su decisione del presidente Teixeira, viene esonerato dall'incarico insieme a Zico.
Nel 1999 diventa tecnico del Portuguesa. Il 4 ottobre viene esonerato. Il 22 ottobre 2000 ritorna sulla panchina del Flamengo. Vince la Taça Rio. L'anno seguente vince la Taça Guanabara, il Campionato Carioca e la Copa dos Campeões. Il 15 novembre 2001 dopo la sconfitta contro il San Paolo per 3-0 si dimette. Il 16 novembre 2001 ha annunciato il suo ritiro come allenatore di calcio. Il 20 novembre 2002 guida la Nazionale brasiliana in amichevole dopo le dimissioni di Scolari. Il 9 gennaio 2003 viene di nuovo nominato direttore tecnico del Brasile. Il 28 luglio 2006 viene esonerato dalla federazione brasiliana. Il 9 aprile 2011 ritorna al Botafogo in qualità di supervisore e ambasciatore delle giovanili.

## Statistiche

### Allenatore

#### Club
Statistiche aggiornate al 7 agosto 2025; in grassetto le competizioni vinte.
| Stagione             | Squadra              | Campionato           | Campionato | Campionato | Campionato | Campionato | Coppe nazionali | Coppe nazionali | Coppe nazionali | Coppe nazionali | Coppe nazionali | Coppe continentali | Coppe continentali | Coppe continentali | Coppe continentali | Coppe continentali | Altre coppe | Altre coppe | Altre coppe | Altre coppe | Altre coppe | Totale | Totale | Totale | Totale | % Vittorie | Piazzamento |
| Stagione             | Squadra              | Comp                 | G          | V          | N          | P          | Comp            | G               | V               | N               | P               | Comp               | G                  | V                  | N                  | P                  | Comp        | G           | V           | N           | P           | G      | V      | N      | P      | %          | Piazzamento |
| -------------------- | -------------------- | -------------------- | ---------- | ---------- | ---------- | ---------- | --------------- | --------------- | --------------- | --------------- | --------------- | ------------------ | ------------------ | ------------------ | ------------------ | ------------------ | ----------- | ----------- | ----------- | ----------- | ----------- | ------ | ------ | ------ | ------ | ---------- | ----------- |
| 1967                 | Botafogo             | RJ+TB                | 24+3       | 20+1       | 2+1        | 2+1        | -               | -               | -               | -               | -               | -                  | -                  | -                  | -                  | -                  | IRJ         | 3           | 3           | 0           | 0           | 30     | 24     | 3      | 3      | 80,00      | 1°          |
| 1968                 | Botafogo             | RJ+TB                | 25+2       | 19+1       | 5+0        | 1+1        | -               | -               | -               | -               | -               | -                  | -                  | -                  | -                  | -                  | RGP         | 16          | 4           | 5           | 7           | 43     | 24     | 10     | 9      | 55,81      | 1°          |
| 1969                 | Botafogo             | RJ+TB                | 28+5       | 14+3       | 9+2        | 5+0        | -               | -               | -               | -               | -               | -                  | -                  | -                  | -                  | -                  | RGP         | 19          | 8           | 3           | 8           | 52     | 25     | 14     | 13     | 48,08      | 2°          |
| 1970                 | Botafogo             | RJ                   | 32         | 15         | 10         | 7          | -               | -               | -               | -               | -               | -                  | -                  | -                  | -                  | -                  | RGP         | 16          | 7           | 5           | 4           | 48     | 22     | 15     | 11     | 45,83      | 2°          |
| 1971                 | Fluminense           | RJ+A                 | 25+19      | 14+5       | 9+6        | 2+8        | -               | -               | -               | -               | -               | CL                 | 6                  | 4                  | 0                  | 2                  | -           | -           | -           | -           | -           | 50     | 23     | 15     | 12     | 46,00      | 16º         |
| 1972                 | Flamengo             | RJ+A                 | 27+28      | 17+10      | 7+10       | 3+8        | -               | -               | -               | -               | -               | -                  | -                  | -                  | -                  | -                  | P           | 4           | 3           | 1           | 0           | 59     | 30     | 18     | 11     | 50,85      | 12º         |
| 1973                 | Flamengo             | RJ+A                 | 24+28      | 14+11      | 5+4        | 5+13       | -               | -               | -               | -               | -               | -                  | -                  | -                  | -                  | -                  | P+EMP       | 7+2         | 1+0         | 3+1         | 3+1         | 61     | 26     | 13     | 22     | 42,62      | 24º         |
| 1974                 | Botafogo             | RJ                   | 25         | 10         | 10         | 5          | -               | -               | -               | -               | -               | -                  | -                  | -                  | -                  | -                  | IB          | 2           | 2           | 0           | 0           | 27     | 12     | 10     | 5      | 44,44      | 4°          |
| 1975                 | Botafogo             | RJ+CB                | 31+21      | 22+7       | 3+6        | 6+8        | -               | -               | -               | -               | -               | -                  | -                  | -                  | -                  | -                  | -           | -           | -           | -           | -           | 52     | 29     | 9      | 14     | 55,77      | 15º         |
| 1978                 | Botafogo             | CB+CB+RJ             | 5+26+11    | 3+15+6     | 2+10+5     | 0+1+0      | -               | -               | -               | -               | -               | -                  | -                  | -                  | -                  | -                  | -           | -           | -           | -           | -           | 42     | 24     | 17     | 1      | 57,14      | Sub. 9º     |
| 1978-1979            | Al-Hilal             | SPL                  | 18         | 13         | 4          | 1          | KC              | 2               | 1               | 1               | 0               | -                  | -                  | -                  | -                  | -                  | -           | -           | -           | -           | -           | 20     | 14     | 5      | 1      | 70,00      | 1º          |
| 1980                 | Fluminense           | CB+RJ                | 18+5       | 6+1        | 8+1        | 4+3        | -               | -               | -               | -               | -               | -                  | -                  | -                  | -                  | -                  | -           | -           | -           | -           | -           | 23     | 7      | 9      | 7      | 30,43      | 11º         |
| Totale Fluminense    | Totale Fluminense    | Totale Fluminense    | 67         | 26         | 24         | 17         |                 | -               | -               | -               | -               |                    | 6                  | 4                  | 0                  | 2                  |             | -           | -           | -           | -           | 73     | 30     | 24     | 19     | 41,10      |             |
| 1980                 | Vasco da Gama        | RJ                   | 24         | 16         | 5          | 3          | -               | -               | -               | -               | -               | -                  | -                  | -                  | -                  | -                  | -           | -           | -           | -           | -           | 24     | 16     | 5      | 3      | 66,67      | 2º          |
| 1981                 | Vasco da Gama        | A+RJ                 | 19+8       | 11+3       | 5+2        | 3+3        | -               | -               | -               | -               | -               | -                  | -                  | -                  | -                  | -                  | -           | -           | -           | -           | -           | 27     | 14     | 7      | 6      | 51,85      | Eson.       |
| 1984                 | Flamengo             | RJ                   | 24         | 15         | 5          | 4          | -               | -               | -               | -               | -               | CL                 | 5                  | 3                  | 1                  | 1                  | -           | -           | -           | -           | -           | 29     | 18     | 6      | 5      | 62,07      | 2º          |
| 1985                 | Flamengo             | A                    | 26         | 11         | 8          | 7          | -               | -               | -               | -               | -               | -                  | -                  | -                  | -                  | -                  | -           | -           | -           | -           | -           | 26     | 11     | 8      | 7      | 42,31      | 9°          |
| 1986                 | Botafogo             | RJ+CB                | 2+16       | 2+4        | 0+5        | 0+7        | -               | -               | -               | -               | -               | -                  | -                  | -                  | -                  | -                  | -           | -           | -           | -           | -           | 18     | 6      | 5      | 7      | 33,33      | Eson.       |
| Totale Botafogo      | Totale Botafogo      | Totale Botafogo      | 256        | 142        | 70         | 44         |                 | -               | -               | -               | -               |                    | -                  | -                  | -                  | -                  |             | 56          | 24          | 13          | 19          | 312    | 166    | 83     | 63     | 53,21      |             |
| 1988                 | Bangu                | RJ                   | 22         | 6          | 9          | 7          | -               | -               | -               | -               | -               | -                  | -                  | -                  | -                  | -                  | -           | -           | -           | -           | -           | 22     | 6      | 9      | 7      | 27,27      | 6°          |
| 1990                 | Vasco da Gama        | A                    | 19         | 3          | 12         | 4          | -               | -               | -               | -               | -               | CL                 | 2                  | 0                  | 1                  | 1                  | AB          | 6           | 3           | 3           | 0           | 27     | 6      | 16     | 5      | 22,22      | 14º         |
| 1991                 | Vasco da Gama        | A                    | 3          | 0          | 2          | 1          | CB              | 1               | 0               | 1               | 0               | -                  | -                  | -                  | -                  | -                  | -           | -           | -           | -           | -           | 4      | 0      | 3      | 1      | &0,00      | Eson.       |
| Totale Vasco da Gama | Totale Vasco da Gama | Totale Vasco da Gama | 73         | 33         | 26         | 14         |                 | 1               | 0               | 1               | 0               |                    | 2                  | 0                  | 1                  | 1                  |             | 6           | 3           | 3           | 0           | 82     | 36     | 31     | 15     | 43,90      |             |
| 1999                 | Portuguesa           | A1/SP+A              | 26+13      | 16+3       | 4+3        | 6+7        | CB              | 5               | 2               | 2               | 1               | -                  | -                  | -                  | -                  | -                  | -           | -           | -           | -           | -           | 44     | 21     | 9      | 14     | 47,73      | Eson.       |
| 2000                 | Flamengo             | CJH                  | 6          | 3          | 1          | 2          | -               | -               | -               | -               | -               | CM                 | 3                  | 1                  | 0                  | 2                  | -           | -           | -           | -           | -           | 9      | 4      | 1      | 4      | 44,44      | Sub. 15°    |
| 2001                 | Flamengo             | RJ+A                 | 20+24      | 13+6       | 3+5        | 4+13       | CB              | 6               | 3               | 1               | 2               | CM                 | 8                  | 6                  | 1                  | 1                  | R-SP+CC     | 4+6         | 0+4         | 0+1         | 4+1         | 68     | 32     | 11     | 25     | 47,06      | Dimis.      |
| Totale Flamengo      | Totale Flamengo      | Totale Flamengo      | 207        | 100        | 48         | 59         |                 | 6               | 3               | 1               | 2               |                    | 16                 | 10                 | 2                  | 4                  |             | 23          | 8           | 6           | 9           | 252    | 121    | 57     | 74     | 48,02      |             |
| Totale carriera      | Totale carriera      | Totale carriera      | 682        | 339        | 188        | 155        |                 | 14              | 6               | 5               | 3               |                    | 24                 | 14                 | 3                  | 7                  |             | 72          | 31          | 17          | 24          | 792    | 390    | 213    | 189    | 49,24      |             |

#### Panchine da commissario tecnico della nazionale brasiliana
| Cronologia completa delle presenze e delle reti in nazionale ― Brasile | Cronologia completa delle presenze e delle reti in nazionale ― Brasile | Cronologia completa delle presenze e delle reti in nazionale ― Brasile | Cronologia completa delle presenze e delle reti in nazionale ― Brasile | Cronologia completa delle presenze e delle reti in nazionale ― Brasile | Cronologia completa delle presenze e delle reti in nazionale ― Brasile | Cronologia completa delle presenze e delle reti in nazionale ― Brasile | Cronologia completa delle presenze e delle reti in nazionale ― Brasile |
| Data                                                                   | Città                                                                  | In casa                                                                | Risultato                                                              | Ospiti                                                                 | Competizione                                                           | Reti                                                                   | Note                                                                   |
| ---------------------------------------------------------------------- | ---------------------------------------------------------------------- | ---------------------------------------------------------------------- | ---------------------------------------------------------------------- | ---------------------------------------------------------------------- | ---------------------------------------------------------------------- | ---------------------------------------------------------------------- | ---------------------------------------------------------------------- |
| 19-9-1967                                                              | Santiago del Cile                                                      | Cile                                                                   | 0 – 1                                                                  | Brasile                                                                | Amichevole                                                             | -                                                                      |                                                                        |
| 7-8-1968                                                               | Rio de Janeiro                                                         | Brasile                                                                | 4 – 1                                                                  | Argentina                                                              | Amichevole                                                             | -                                                                      |                                                                        |
| 22-3-1970                                                              | San Paolo                                                              | Brasile                                                                | 2 – 1                                                                  | Cile                                                                   | Amichevole                                                             | -                                                                      |                                                                        |
| 26-3-1970                                                              | Rio de Janeiro                                                         | Brasile                                                                | 2 – 1                                                                  | Cile                                                                   | Amichevole                                                             | -                                                                      |                                                                        |
| 12-4-1970                                                              | Rio de Janeiro                                                         | Brasile                                                                | 0 – 0                                                                  | Paraguay                                                               | Amichevole                                                             | -                                                                      |                                                                        |
| 26-4-1970                                                              | San Paolo                                                              | Brasile                                                                | 0 – 0                                                                  | Bulgaria                                                               | Amichevole                                                             | -                                                                      |                                                                        |
| 29-4-1970                                                              | Rio de Janeiro                                                         | Brasile                                                                | 1 – 0                                                                  | Austria                                                                | Amichevole                                                             | -                                                                      |                                                                        |
| 3-6-1970                                                               | Guadalajara                                                            | Brasile                                                                | 4 – 1                                                                  | Cecoslovacchia                                                         | Mondiali 1970 - 1º turno                                               | -                                                                      |                                                                        |
| 7-6-1970                                                               | Guadalajara                                                            | Brasile                                                                | 1 – 0                                                                  | Inghilterra                                                            | Mondiali 1970 - 1º turno                                               | -                                                                      |                                                                        |
| 10-6-1970                                                              | Guadalajara                                                            | Brasile                                                                | 3 – 2                                                                  | Romania                                                                | Mondiali 1970 - 1º turno                                               | -                                                                      |                                                                        |
| 14-6-1970                                                              | Guadalajara                                                            | Brasile                                                                | 4 – 2                                                                  | Perù                                                                   | Mondiali 1970 - Quarti di finale                                       | -                                                                      |                                                                        |
| 17-6-1970                                                              | Guadalajara                                                            | Uruguay                                                                | 1 – 3                                                                  | Brasile                                                                | Mondiali 1970 - Semifinale                                             | -                                                                      |                                                                        |
| 21-6-1970                                                              | Città del Messico                                                      | Brasile                                                                | 4 – 1                                                                  | Italia                                                                 | Mondiali 1970 - Finale                                                 | -                                                                      | 3º titolo mondiale                                                     |
| 30-9-1970                                                              | Rio de Janeiro                                                         | Brasile                                                                | 2 – 1                                                                  | Messico                                                                | Copa Emílio Garrastazú Médici                                          | -                                                                      |                                                                        |
| 4-10-1970                                                              | Santiago del Cile                                                      | Cile                                                                   | 1 – 5                                                                  | Brasile                                                                | Amichevole                                                             | -                                                                      |                                                                        |
| 11-7-1971                                                              | San Paolo                                                              | Brasile                                                                | 1 – 1                                                                  | Austria                                                                | Amichevole                                                             | -                                                                      |                                                                        |
| 14-7-1971                                                              | Rio de Janeiro                                                         | Brasile                                                                | 1 – 0                                                                  | Cecoslovacchia                                                         | Amichevole                                                             | -                                                                      |                                                                        |
| 18-7-1971                                                              | Rio de Janeiro                                                         | Brasile                                                                | 2 – 2                                                                  | Jugoslavia                                                             | Amichevole                                                             | -                                                                      |                                                                        |
| 21-7-1971                                                              | Rio de Janeiro                                                         | Brasile                                                                | 0 – 0                                                                  | Ungheria                                                               | Amichevole                                                             | -                                                                      |                                                                        |
| 24-7-1971                                                              | Rio de Janeiro                                                         | Brasile                                                                | 1 – 0                                                                  | Paraguay                                                               | Amichevole                                                             | -                                                                      |                                                                        |
| 28-7-1971                                                              | Buenos Aires                                                           | Argentina                                                              | 1 – 1                                                                  | Brasile                                                                | Copa Roca                                                              | -                                                                      |                                                                        |
| 31-7-1971                                                              | Buenos Aires                                                           | Argentina                                                              | 2 – 2 dts                                                              | Brasile                                                                | Copa Roca                                                              | -                                                                      |                                                                        |
| 26-4-1972                                                              | Porto Alegre                                                           | Brasile                                                                | 3 – 2                                                                  | Paraguay                                                               | Amichevole                                                             | -                                                                      |                                                                        |
| 28-6-1972                                                              | Rio de Janeiro                                                         | Brasile                                                                | 0 – 0                                                                  | Cecoslovacchia                                                         | Coppa d'Indipendenza Brasiliana                                        | -                                                                      |                                                                        |
| 2-7-1972                                                               | San Paolo                                                              | Brasile                                                                | 3 – 0                                                                  | Jugoslavia                                                             | Coppa d'Indipendenza Brasiliana                                        | -                                                                      |                                                                        |
| 5-7-1972                                                               | Rio de Janeiro                                                         | Brasile                                                                | 1 – 0                                                                  | Scozia                                                                 | Coppa d'Indipendenza Brasiliana                                        | -                                                                      |                                                                        |
| 9-7-1972                                                               | Rio de Janeiro                                                         | Brasile                                                                | 1 – 0                                                                  | Portogallo                                                             | Coppa d'Indipendenza Brasiliana                                        | -                                                                      |                                                                        |
| 27-5-1973                                                              | Rio de Janeiro                                                         | Brasile                                                                | 5 – 0                                                                  | Bolivia                                                                | Amichevole                                                             | -                                                                      |                                                                        |
| 3-6-1973                                                               | Algeri                                                                 | Algeria                                                                | 0 – 2                                                                  | Brasile                                                                | Amichevole                                                             | -                                                                      |                                                                        |
| 6-6-1973                                                               | Tunisi                                                                 | Tunisia                                                                | 1 – 4                                                                  | Brasile                                                                | Amichevole                                                             | -                                                                      |                                                                        |
| 9-6-1973                                                               | Roma                                                                   | Italia                                                                 | 2 – 0                                                                  | Brasile                                                                | Amichevole                                                             | -                                                                      |                                                                        |
| 13-6-1973                                                              | Vienna                                                                 | Austria                                                                | 1 – 1                                                                  | Brasile                                                                | Amichevole                                                             | -                                                                      |                                                                        |
| 16-6-1973                                                              | Berlino Ovest                                                          | Germania Ovest                                                         | 0 – 1                                                                  | Brasile                                                                | Amichevole                                                             | -                                                                      |                                                                        |
| 21-6-1973                                                              | Mosca                                                                  | Unione Sovietica                                                       | 0 – 1                                                                  | Brasile                                                                | Amichevole                                                             | -                                                                      |                                                                        |
| 25-6-1973                                                              | Solna                                                                  | Svezia                                                                 | 1 – 0                                                                  | Brasile                                                                | Amichevole                                                             | -                                                                      |                                                                        |
| 30-6-1973                                                              | Glasgow                                                                | Scozia                                                                 | 0 – 1                                                                  | Brasile                                                                | Amichevole                                                             | -                                                                      |                                                                        |
| 31-3-1974                                                              | Rio de Janeiro                                                         | Brasile                                                                | 1 – 1                                                                  | Messico                                                                | Amichevole                                                             | -                                                                      |                                                                        |
| 7-4-1974                                                               | Rio de Janeiro                                                         | Brasile                                                                | 1 – 0                                                                  | Cecoslovacchia                                                         | Amichevole                                                             | -                                                                      |                                                                        |
| 14-4-1974                                                              | Rio de Janeiro                                                         | Brasile                                                                | 1 – 0                                                                  | Bulgaria                                                               | Amichevole                                                             | -                                                                      |                                                                        |
| 17-4-1974                                                              | San Paolo                                                              | Brasile                                                                | 2 – 0                                                                  | Romania                                                                | Amichevole                                                             | -                                                                      |                                                                        |
| 21-4-1974                                                              | Brasilia                                                               | Brasile                                                                | 4 – 0                                                                  | Haiti                                                                  | Amichevole                                                             | -                                                                      |                                                                        |
| 28-4-1974                                                              | Rio de Janeiro                                                         | Brasile                                                                | 0 – 0                                                                  | Grecia                                                                 | Amichevole                                                             | -                                                                      |                                                                        |
| 1-5-1974                                                               | San Paolo                                                              | Brasile                                                                | 0 – 0                                                                  | Austria                                                                | Amichevole                                                             | -                                                                      |                                                                        |
| 5-5-1974                                                               | Rio de Janeiro                                                         | Brasile                                                                | 2 – 1                                                                  | Irlanda                                                                | Amichevole                                                             | -                                                                      |                                                                        |
| 12-5-1974                                                              | Rio de Janeiro                                                         | Brasile                                                                | 2 – 0                                                                  | Paraguay                                                               | Amichevole                                                             | -                                                                      |                                                                        |
| 13-6-1974                                                              | Francoforte sul Meno                                                   | Brasile                                                                | 0 – 0                                                                  | Jugoslavia                                                             | Mondiali 1974 - 1º turno                                               | -                                                                      |                                                                        |
| 18-6-1974                                                              | Francoforte sul Meno                                                   | Scozia                                                                 | 0 – 0                                                                  | Brasile                                                                | Mondiali 1974 - 1º turno                                               | -                                                                      |                                                                        |
| 22-6-1974                                                              | Gelsenkirchen                                                          | Zaire                                                                  | 0 – 3                                                                  | Brasile                                                                | Mondiali 1974 - 1º turno                                               | -                                                                      |                                                                        |
| 26-6-1974                                                              | Hannover                                                               | Brasile                                                                | 1 – 0                                                                  | Germania Est                                                           | Mondiali 1974 - 2º turno                                               | -                                                                      |                                                                        |
| 30-6-1974                                                              | Hannover                                                               | Argentina                                                              | 1 – 2                                                                  | Brasile                                                                | Mondiali 1974 - 2º turno                                               | -                                                                      |                                                                        |
| 3-7-1974                                                               | Dortmund                                                               | Paesi Bassi                                                            | 2 – 0                                                                  | Brasile                                                                | Mondiali 1974 - 2º turno                                               | -                                                                      |                                                                        |
| 6-7-1974                                                               | Monaco di Baviera                                                      | Brasile                                                                | 0 – 1                                                                  | Polonia                                                                | Mondiali 1974 - Finale 3º posto                                        | -                                                                      |                                                                        |
| 23-12-1994                                                             | Porto Alegre                                                           | Brasile                                                                | 2 – 0                                                                  | Jugoslavia                                                             | Amichevole                                                             | -                                                                      |                                                                        |
| 22-2-1995                                                              | Fortaleza                                                              | Brasile                                                                | 5 – 0                                                                  | Slovacchia                                                             | Amichevole                                                             | -                                                                      |                                                                        |
| 29-6-1995                                                              | Goiânia                                                                | Brasile                                                                | 1 – 1                                                                  | Honduras                                                               | Amichevole                                                             | -                                                                      |                                                                        |
| 17-5-1995                                                              | Ramat Gan                                                              | Israele                                                                | 1 – 2                                                                  | Brasile                                                                | Amichevole                                                             | -                                                                      |                                                                        |
| 4-6-1995                                                               | Birmingham                                                             | Brasile                                                                | 1 – 0                                                                  | Svezia                                                                 | Stanley Rous Umbro Cup                                                 | -                                                                      |                                                                        |
| 6-6-1995                                                               | Liverpool                                                              | Giappone                                                               | 0 – 3                                                                  | Brasile                                                                | Stanley Rous Umbro Cup                                                 | -                                                                      |                                                                        |
| 11-6-1995                                                              | Londra                                                                 | Inghilterra                                                            | 1 – 3                                                                  | Brasile                                                                | Stanley Rous Umbro Cup                                                 | -                                                                      |                                                                        |
| 29-6-1995                                                              | Recife                                                                 | Brasile                                                                | 2 – 1                                                                  | Polonia                                                                | Amichevole                                                             | -                                                                      |                                                                        |
| 7-7-1995                                                               | Rivera                                                                 | Brasile                                                                | 1 – 0                                                                  | Ecuador                                                                | Coppa America 1995 - 1º turno                                          | -                                                                      |                                                                        |
| 10-7-1995                                                              | Rivera                                                                 | Brasile                                                                | 2 – 0                                                                  | Perù                                                                   | Coppa America 1995 - 1º turno                                          | -                                                                      |                                                                        |
| 13-7-1995                                                              | Rivera                                                                 | Brasile                                                                | 3 – 0                                                                  | Colombia                                                               | Coppa America 1995 - 1º turno                                          | -                                                                      |                                                                        |
| 17-7-1995                                                              | Rivera                                                                 | Brasile                                                                | 2 – 2 (4 – 2 dtr)                                                      | Argentina                                                              | Coppa America 1995 - Quarti di finale                                  | -                                                                      |                                                                        |
| 20-7-1995                                                              | Maldonado                                                              | Brasile                                                                | 1 – 0                                                                  | Stati Uniti                                                            | Coppa America 1995 - Semifinale                                        | -                                                                      |                                                                        |
| 23-7-1995                                                              | Montevideo                                                             | Uruguay                                                                | 1 – 1 (5 – 2 dtr)                                                      | Brasile                                                                | Coppa America 1995 - Finale                                            | -                                                                      |                                                                        |
| 9-8-1995                                                               | Tokyo                                                                  | Giappone                                                               | 1 – 5                                                                  | Brasile                                                                | Amichevole                                                             | -                                                                      |                                                                        |
| 12-8-1995                                                              | Suwon                                                                  | Corea del Sud                                                          | 0 – 1                                                                  | Brasile                                                                | Amichevole                                                             | -                                                                      |                                                                        |
| 27-9-1995                                                              | Belo Horizonte                                                         | Brasile                                                                | 2 – 2                                                                  | Romania                                                                | Amichevole                                                             | -                                                                      |                                                                        |
| 11-10-1995                                                             | Salvador                                                               | Brasile                                                                | 2 – 0                                                                  | Uruguay                                                                | Amichevole                                                             | -                                                                      |                                                                        |
| 8-11-1995                                                              | Buenos Aires                                                           | Argentina                                                              | 0 – 1                                                                  | Brasile                                                                | Amichevole                                                             | -                                                                      |                                                                        |
| 20-12-1995                                                             | Manaus                                                                 | Brasile                                                                | 3 – 1                                                                  | Colombia                                                               | Amichevole                                                             | -                                                                      |                                                                        |
| 12-1-1996                                                              | Los Angeles                                                            | Brasile                                                                | 4 – 1                                                                  | Canada                                                                 | Gold Cup 1996 - 1º turno                                               | -                                                                      |                                                                        |
| 14-1-1996                                                              | Los Angeles                                                            | Brasile                                                                | 5 – 0                                                                  | Honduras                                                               | Gold Cup 1996 - 1º turno                                               | -                                                                      |                                                                        |
| 18-1-1996                                                              | Los Angeles                                                            | Stati Uniti                                                            | 0 – 1                                                                  | Brasile                                                                | Gold Cup 1996 - Semifinale                                             | -                                                                      |                                                                        |
| 21-1-1996                                                              | Los Angeles                                                            | Messico                                                                | 2 – 0                                                                  | Brasile                                                                | Gold Cup 1996 - Finale                                                 | -                                                                      |                                                                        |
| 27-3-1996                                                              | São José do Rio Preto                                                  | Brasile                                                                | 8 – 2                                                                  | Ghana                                                                  | Amichevole                                                             | -                                                                      |                                                                        |
| 24-4-1996                                                              | Johannesburg                                                           | Sudafrica                                                              | 2 – 3                                                                  | Brasile                                                                | Amichevole                                                             | -                                                                      |                                                                        |
| 22-5-1996                                                              | Manaus                                                                 | Brasile                                                                | 1 – 1                                                                  | Croazia                                                                | Amichevole                                                             | -                                                                      |                                                                        |
| 26-6-1996                                                              | Cariacica                                                              | Brasile                                                                | 3 – 1                                                                  | Polonia                                                                | Amichevole                                                             | -                                                                      |                                                                        |
| 28-8-1996                                                              | Mosca                                                                  | Russia                                                                 | 2 – 2                                                                  | Brasile                                                                | Amichevole                                                             | -                                                                      |                                                                        |
| 31-8-1996                                                              | Amsterdam                                                              | Paesi Bassi                                                            | 2 – 2                                                                  | Brasile                                                                | Amichevole                                                             | -                                                                      |                                                                        |
| 16-10-1996                                                             | Teresina                                                               | Brasile                                                                | 3 – 1                                                                  | Lituania                                                               | Amichevole                                                             | -                                                                      |                                                                        |
| 13-11-1996                                                             | Curitiba                                                               | Brasile                                                                | 2 – 0                                                                  | Camerun                                                                | Amichevole                                                             | -                                                                      |                                                                        |
| 18-12-1996                                                             | Manaus                                                                 | Brasile                                                                | 1 – 0                                                                  | Bosnia ed Erzegovina                                                   | Amichevole                                                             | -                                                                      |                                                                        |
| 26-2-1997                                                              | Goiânia                                                                | Brasile                                                                | 4 – 2                                                                  | Polonia                                                                | Amichevole                                                             | -                                                                      |                                                                        |
| 2-4-1997                                                               | Brasilia                                                               | Brasile                                                                | 4 – 0                                                                  | Cile                                                                   | Amichevole                                                             | -                                                                      |                                                                        |
| 30-4-1997                                                              | Miami                                                                  | Brasile                                                                | 4 – 0                                                                  | Messico                                                                | Amichevole                                                             | -                                                                      |                                                                        |
| 30-5-1997                                                              | Oslo                                                                   | Norvegia                                                               | 4 – 2                                                                  | Brasile                                                                | Amichevole                                                             | -                                                                      |                                                                        |
| 3-6-1997                                                               | Lione                                                                  | Francia                                                                | 1 – 1                                                                  | Brasile                                                                | Torneo di Francia                                                      | -                                                                      |                                                                        |
| 8-6-1997                                                               | Lione                                                                  | Italia                                                                 | 3 – 3                                                                  | Brasile                                                                | Torneo di Francia                                                      | -                                                                      |                                                                        |
| 10-6-1997                                                              | Parigi                                                                 | Inghilterra                                                            | 0 – 1                                                                  | Brasile                                                                | Torneo di Francia                                                      | -                                                                      |                                                                        |
| 13-6-1997                                                              | Santa Cruz de la Sierra                                                | Brasile                                                                | 5 – 0                                                                  | Costa Rica                                                             | Coppa America 1997 - 1º turno                                          | -                                                                      |                                                                        |
| 16-6-1997                                                              | Santa Cruz de la Sierra                                                | Brasile                                                                | 3 – 2                                                                  | Messico                                                                | Coppa America 1997 - 1º turno                                          | -                                                                      |                                                                        |
| 19-6-1997                                                              | Santa Cruz de la Sierra                                                | Brasile                                                                | 2 – 0                                                                  | Colombia                                                               | Coppa America 1997 - 1º turno                                          | -                                                                      |                                                                        |
| 22-6-1997                                                              | Santa Cruz de la Sierra                                                | Brasile                                                                | 2 – 0                                                                  | Paraguay                                                               | Coppa America 1997 - Quarti di finale                                  | -                                                                      |                                                                        |
| 26-6-1997                                                              | Santa Cruz de la Sierra                                                | Brasile                                                                | 7 – 0                                                                  | Perù                                                                   | Coppa America 1997 - Semifinale                                        | -                                                                      |                                                                        |
| 29-6-1997                                                              | La Paz                                                                 | Bolivia                                                                | 1 – 3                                                                  | Brasile                                                                | Coppa America 1997 - Finale                                            | -                                                                      |                                                                        |
| 10-8-1997                                                              | Seul                                                                   | Corea del Sud                                                          | 1 – 2                                                                  | Brasile                                                                | Amichevole                                                             | -                                                                      |                                                                        |
| 13-8-1997                                                              | Osaka                                                                  | Giappone                                                               | 0 – 3                                                                  | Brasile                                                                | Amichevole                                                             | -                                                                      |                                                                        |
| 10-9-1997                                                              | Salvador                                                               | Brasile                                                                | 4 – 2                                                                  | Ecuador                                                                | Amichevole                                                             | -                                                                      |                                                                        |
| 9-10-1997                                                              | Belém                                                                  | Brasile                                                                | 2 – 0                                                                  | Marocco                                                                | Amichevole                                                             | -                                                                      |                                                                        |
| 11-11-1997                                                             | Brasilia                                                               | Brasile                                                                | 3 – 0                                                                  | Galles                                                                 | Amichevole                                                             | -                                                                      |                                                                        |
| 7-12-1997                                                              | Johannesburg                                                           | Sudafrica                                                              | 1 – 2                                                                  | Brasile                                                                | Amichevole                                                             | -                                                                      |                                                                        |
| 12-12-1997                                                             | Riad                                                                   | Arabia Saudita                                                         | 0 – 3                                                                  | Brasile                                                                | Conf. Cup 1997 - 1º turno                                              | -                                                                      |                                                                        |
| 14-12-1997                                                             | Riad                                                                   | Australia                                                              | 0 – 0                                                                  | Brasile                                                                | Conf. Cup 1997 - 1º turno                                              | -                                                                      |                                                                        |
| 16-12-1997                                                             | Riad                                                                   | Brasile                                                                | 3 – 2                                                                  | Messico                                                                | Conf. Cup 1997 - 1º turno                                              | -                                                                      |                                                                        |
| 19-12-1997                                                             | Riad                                                                   | Brasile                                                                | 2 – 0                                                                  | Rep. Ceca                                                              | Conf. Cup 1997 - Semifinale                                            | -                                                                      |                                                                        |
| 21-12-1997                                                             | Riad                                                                   | Brasile                                                                | 6 – 0                                                                  | Australia                                                              | Conf. Cup 1997 - Finale                                                | -                                                                      |                                                                        |
| 3-2-1998                                                               | Miami                                                                  | Brasile                                                                | 0 – 0                                                                  | Giamaica                                                               | Gold Cup 1998 - 1º turno                                               | -                                                                      |                                                                        |
| 5-2-1998                                                               | Miami                                                                  | Brasile                                                                | 1 – 1                                                                  | Guatemala                                                              | Gold Cup 1998 - 1º turno                                               | -                                                                      |                                                                        |
| 8-2-1998                                                               | Los Angeles                                                            | El Salvador                                                            | 0 – 4                                                                  | Brasile                                                                | Gold Cup 1998 - 1º turno                                               | -                                                                      |                                                                        |
| 10-2-1998                                                              | Los Angeles                                                            | Stati Uniti                                                            | 1 – 0                                                                  | Brasile                                                                | Gold Cup 1998 - Semifinale                                             | -                                                                      |                                                                        |
| 15-2-1998                                                              | Los Angeles                                                            | Brasile                                                                | 1 – 0                                                                  | Giamaica                                                               | Gold Cup 1998 - Finale                                                 | -                                                                      |                                                                        |
| 25-3-1998                                                              | Stoccarda                                                              | Germania                                                               | 1 – 2                                                                  | Brasile                                                                | Amichevole                                                             | -                                                                      |                                                                        |
| 29-4-1998                                                              | Rio de Janeiro                                                         | Brasile                                                                | 0 – 1                                                                  | Argentina                                                              | Amichevole                                                             | -                                                                      |                                                                        |
| 3-6-1998                                                               | Parigi                                                                 | Brasile                                                                | 3 – 0                                                                  | Andorra                                                                | Amichevole                                                             | -                                                                      |                                                                        |
| 10-6-1998                                                              | Saint-Denis                                                            | Brasile                                                                | 2 – 1                                                                  | Scozia                                                                 | Mondiali 1998 - 1º turno                                               | -                                                                      |                                                                        |
| 16-6-1998                                                              | Nantes                                                                 | Brasile                                                                | 3 – 0                                                                  | Marocco                                                                | Mondiali 1998 - 1º turno                                               | -                                                                      |                                                                        |
| 23-6-1998                                                              | Marsiglia                                                              | Brasile                                                                | 1 – 2                                                                  | Norvegia                                                               | Mondiali 1998 - 1º turno                                               | -                                                                      |                                                                        |
| 27-6-1998                                                              | Parigi                                                                 | Brasile                                                                | 4 – 1                                                                  | Cile                                                                   | Mondiali 1998 - Ottavi di finale                                       | -                                                                      |                                                                        |
| 3-7-1998                                                               | Nantes                                                                 | Brasile                                                                | 3 – 2                                                                  | Danimarca                                                              | Mondiali 1998 - Quarti di finale                                       | -                                                                      |                                                                        |
| 7-7-1998                                                               | Marsiglia                                                              | Brasile                                                                | 1 – 1 (4 – 2 dtr)                                                      | Paesi Bassi                                                            | Mondiali 1998 - Semifinale                                             | -                                                                      |                                                                        |
| 12-7-1998                                                              | Saint-Denis                                                            | Francia                                                                | 3 – 0                                                                  | Brasile                                                                | Mondiali 1998 - Finale                                                 | -                                                                      |                                                                        |
| 20-11-2002                                                             | Seul                                                                   | Corea del Sud                                                          | 2 – 3                                                                  | Brasile                                                                | Amichevole                                                             | -                                                                      |                                                                        |
| Totale                                                                 |                                                                        | Presenze                                                               | 125                                                                    |                                                                        | Reti                                                                   |                                                                        |                                                                        |

## Palmarès

### Giocatore

#### Club
- Torneio Início do Rio de Janeiro: 5

Flamengo: 1951, 1952
Botafogo: 1961, 1962, 1963
- Campionato Carioca: 5

Flamengo: 1953, 1954, 1955
Botafogo: 1961, 1962
- Torneo Rio-San Paolo: 2

Botafogo: 1962, 1964

#### Nazionale
- Campionato mondiale: 2

Brasile: Svezia 1958, Cile 1962

#### Individuale
- All-Star Team del campionato mondiale: 1

1962

### Allenatore

#### Club

##### Competizioni statali
- Torneio Início do Rio de Janeiro: 1

Botafogo: 1967
- Taça Guanabara: 7

Botafogo: 1967, 1968
Fluminense: 1971
Flamengo: 1972, 1973, 1984, 2001
- Campionato Carioca: 5

Botafogo: 1967, 1968
Fluminense: 1971
Flamengo: 1972, 2001
- Torneio do Povo: 1

Flamengo: 1972
- Taça Rio: 1

Flamengo: 1985
- Copa dos Campeões: 1

Flamengo: 2001

##### Competizioni nazionali
- Taça Brasil: 1

Botafogo: 1968
- Saudi Professional League: 1

Al-Hilal: 1979

#### Nazionale
- Campionato mondiale: 1

Brasile: Messico 1970
- Coppa America: 1

Brasile: Bolivia 1997
- Confederations Cup: 1

Brasile: Arabia Saudita 1997
- Bronzo olimpico: 1

Atlanta 1996
- Coppa d'Indipendenza Brasiliana: 1

1972